# Clemens Kapuuo
Clemens Kapuuo   (16 de març de 1923 - Windhoek, 27 de març de 1978) fou un namibià mestre d'escola, botiguer i cap dels hereros de Namíbia. Kapuuo era un dels adversaris principals del govern sudafricà del seu país fins al seu assassinat després de la Conferència de Turnhalle.

## Biografia
Clemens Kapuuo va néixer el 1923 a Ozondjona za Ndjamo (Teufelsbach), al districte d'Okahandja al nord de Windhoek i va estudiar a l'escola d'Okahandja des de 1931. El 1937 va anar a l'escola de l'església anglicana de St Barnabas a la vella Windhoek. Va obtenir la titulació de mestre a Viljoensdrif, i al Stoffberg Training College, tots dos en l'Estat Lliure d'Orange.
El 1944-45 va ensenyar a escoles primàries a Waterberg i Karibib, i el 1946 transferit a St Barnabas on va ensenyar anglès. De 1950-1953 fou president de l'Associació de Mestres del SWA (sigles de South West Africa).
Fou membre del comitè fundacional de la Unió Nacional de l'Àfrica del Sud-oest (SWANU) el 1958. Va dimitir com a mestre el 1960 quan va ser designat ajudant del cap Hosea Kutako. El consell herero de caps també el va designar com el successor automàtic de Hosea Kutako, qui era llavors vell, mentre van témer que les autoritats sudafricanes intentarien aprofitar la mort de Kutako per imposar el seu candidat propi com a cap. Kapuuo era també un botiguer a la Old Location de Windhoek, i va dirigir l'oposició a l'expulsió de persones negres de la zona de Old Location a Katutura en els anys 1960.
El 1964 el consell de caps hereros es va retirar de la SWANU, la qual havia ajudat a fundar, i va establir l'Organització Democràtica de Unitat Nacional (National Unity Democratic Organisation NUDO), de manera que el consell com a tal no hauria d'estar directament implicat en política. El dirigent fundador era Mburumba Kerina, qui havia estat un membre fundador de la SWANU i de la SWAPO, però després de desacords amb el consell de caps, Kerina va ser reemplaçat per Kapuuo.
Seguint la decisió del Tribunal Internacional de Justicia a la Haya el 1971 que el govern sudafricà a Namíbia era il·legal, Kapuuo, mentre el dirigent de NUDO va participar de manera decisiva per formar la Convenció Nacional que va incloure al SWAPO amb David Meroro, SWANU amb Gerson Veii i molts altres grups polítics, i va reclamar una immediata administració de l'ONU per a Namíbia en preparació per la independència. El 1973, tanmateix, les Nacions Unides van declarar el SWAPO el representant autèntic i únic del poble de Namíbia, i això va enterbolir les relacions entre NUDO i SWAPO. Kapuuo va objectar que els Ovambo (que eren majoria de membres al SWAPO) no havia estat desposseït de la seva terra sota govern alemanya i sudafricà com els passava als herero, i eren per això nouvinguts en les lluites d'alliberament.

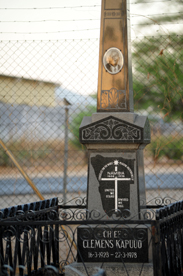
Tomba del cap Clemens Kapuuo, Okahandja

El 1974 la Convenció Nacional va esclatar i Kapuuo va participar en les negociacions de Turnhalle negociacions, arran de les quals el NUDO es va unir a l'Aliança Democràtica de Turnhalle. Kapuuo fou assassinat per
uns assaltants desconeguts el 1978.

## Mort
Kapuuo fou assassinat per dos homes armats en el suburbi negre de Katutura el març de 1978, amb l'SWAPO i les autoritats sudafricanes culpant-se un a l'altre.
A la seva mort va ser descrit pels mitjans de comunicació com a "popular moderat i dirigent de la multiracial Aliança Democràtica de Turnhalle
Kapuuo fou enterrat a Hosea Kutako en la vila tradicional herero de Okahandja. El 1999, el cap tradicional herero Kuaima Riruako va instar a la Comissio de la Veritat i la Reconciliació de Sud-àfrica a investigar la mort de Kapuuo com havien fet amb qui va matar l'activista de la SWAPO Anton Lubowski.